# Velika Usora
Die Velika Usora (serbisch-kyrillisch Велика Усора) oder Große Usora ist ein Fluss im nördlichen Bosnien und Herzegowina. Die Velika Usora beginnt beim Zusammenfluss der Bäche Penave und Mihajlovca im Dorf Gornji Očauš (Gemeinde Teslić).
Bei Teslić vereinigt sie sich mit der Mala Usora zur Usora. Ihre Länge beträgt 50,3 km.